# Кото ди Лак (Квебек)
Кото ди Лак (фр. Coteau-du-Lac) је град у Канади у покрајини Квебек. Према резултатима пописа 2011. у граду је живело 6.842 становника.

## Становништво
Према резултатима пописа становништва из 2011. у граду је живело 6.842 становника, што је за 7,8% више у односу на попис из 2006. када је регистровано 6.346 житеља.
| 2006. | 2011. |
| ----- | ----- |
| 6.346 | 6.842 |